# 1. etape af Vuelta a España 2021
1. etape af Vuelta a España 2021 er en 8 km lang enkeltstart, som køres den 14. august 2021 med start i Burgos og mål i Burgos.

## Resultater

### Etaperesultat
| \| Etaperesultat \| Etaperesultat \| Etaperesultat \| Etaperesultat \| Etaperesultat \| \| Rytter \| Rytter \| Hold \| Tid \| \| \| ------------- \| ---------------- \| --------------------- \| ------------- \| ------------- \| \| 1. \| Primož Roglič \| Jumbo-Visma \| 8' 32" \| \| \| 2. \| Alex Aranburu \| Astana-Premier Tech \| + 6" \| \| \| 3. \| Jan Tratnik \| Bahrain Victorious \| + 8" \| \| \| 4. \| Thomas Scully \| EF Education-Nippo \| + 10" \| \| \| 5. \| Josef Černý \| Deceuninck-Quick Step \| + 10" \| \| \| 6. \| Dylan van Baarle \| Ineos Grenadiers \| + 11" \| \| \| 7. \| Andrea Bagioli \| Deceuninck-Quick Step \| + 12" \| \| \| 8. \| Lawson Craddock \| EF Education-Nippo \| + 13" \| \| \| 9. \| Michael Matthews \| BikeExchange \| + 14" \| \| \| 10. \| Aleksandr Vlasov \| Astana-Premier Tech \| + 14" \| \| |                  |                       |        |
| |                  |                       |        |
| Kilde: ProCyclingStats |                  |                       |        |
| Etaperesultat |                  |                       |        |
| Rytter | Rytter           | Hold                  | Tid    |
| 1. | Primož Roglič    | Jumbo-Visma           | 8' 32" |
| 2. | Alex Aranburu    | Astana-Premier Tech   | + 6"   |
| 3. | Jan Tratnik      | Bahrain Victorious    | + 8"   |
| 4. | Thomas Scully    | EF Education-Nippo    | + 10"  |
| 5. | Josef Černý      | Deceuninck-Quick Step | + 10"  |
| 6. | Dylan van Baarle | Ineos Grenadiers      | + 11"  |
| 7. | Andrea Bagioli   | Deceuninck-Quick Step | + 12"  |
| 8. | Lawson Craddock  | EF Education-Nippo    | + 13"  |
| 9. | Michael Matthews | BikeExchange          | + 14"  |
| 10. | Aleksandr Vlasov | Astana-Premier Tech   | + 14"  |

### Klassement efter etapen
| \| Samlede stilling \| Samlede stilling \| Samlede stilling \| Samlede stilling \| Samlede stilling \| \| Rytter \| Rytter \| Hold \| Tid \| \| \| ---------------- \| ---------------- \| --------------------- \| ---------------- \| ---------------- \| \| 1. \| Primož Roglič \| Jumbo-Visma \| 8' 32" \| \| \| 2. \| Alex Aranburu \| Astana-Premier Tech \| + 6" \| \| \| 3. \| Jan Tratnik \| Bahrain Victorious \| + 8" \| \| \| 4. \| Thomas Scully \| EF Education-Nippo \| + 10" \| \| \| 5. \| Josef Černý \| Deceuninck-Quick Step \| + 10" \| \| \| 6. \| Dylan van Baarle \| Ineos Grenadiers \| + 11" \| \| \| 7. \| Andrea Bagioli \| Deceuninck-Quick Step \| + 12" \| \| \| 8. \| Lawson Craddock \| EF Education-Nippo \| + 13" \| \| \| 9. \| Michael Matthews \| BikeExchange \| + 14" \| \| \| 10. \| Aleksandr Vlasov \| Astana-Premier Tech \| + 14" \| \| |                  |                       |        |
| |                  |                       |        |
| Kilde: ProCyclingStats |                  |                       |        |
| Samlede stilling |                  |                       |        |
| Rytter | Rytter           | Hold                  | Tid    |
| 1. | Primož Roglič    | Jumbo-Visma           | 8' 32" |
| 2. | Alex Aranburu    | Astana-Premier Tech   | + 6"   |
| 3. | Jan Tratnik      | Bahrain Victorious    | + 8"   |
| 4. | Thomas Scully    | EF Education-Nippo    | + 10"  |
| 5. | Josef Černý      | Deceuninck-Quick Step | + 10"  |
| 6. | Dylan van Baarle | Ineos Grenadiers      | + 11"  |
| 7. | Andrea Bagioli   | Deceuninck-Quick Step | + 12"  |
| 8. | Lawson Craddock  | EF Education-Nippo    | + 13"  |
| 9. | Michael Matthews | BikeExchange          | + 14"  |
| 10. | Aleksandr Vlasov | Astana-Premier Tech   | + 14"  |

| Pointkonkurrence | Pointkonkurrence | Pointkonkurrence      | Pointkonkurrence | Pointkonkurrence |
| Rytter           | Rytter           | Hold                  | Point            |                  |
| ---------------- | ---------------- | --------------------- | ---------------- | ---------------- |
| 1.               | Primož Roglič    | Jumbo-Visma           | 20 point         |                  |
| 2.               | Alex Aranburu    | Astana-Premier Tech   | 17 point         |                  |
| 3.               | Jan Tratnik      | Bahrain Victorious    | 15 point         |                  |
| 4.               | Thomas Scully    | EF Education-Nippo    | 13 point         |                  |
| 5.               | Josef Černý      | Deceuninck-Quick Step | 11 point         |                  |
| 6.               | Dylan van Baarle | Ineos Grenadiers      | 10 point         |                  |
| 7.               | Andrea Bagioli   | Deceuninck-Quick Step | 9 point          |                  |
| 8.               | Lawson Craddock  | EF Education-Nippo    | 8 point          |                  |
| 9.               | Michael Matthews | BikeExchange          | 7 point          |                  |
| 10.              | Aleksandr Vlasov | Astana-Premier Tech   | 6 point          |                  |

| Pointkonkurrence | Pointkonkurrence | Pointkonkurrence      | Pointkonkurrence | Pointkonkurrence |
| Rytter           | Rytter           | Hold                  | Point            |                  |
| ---------------- | ---------------- | --------------------- | ---------------- | ---------------- |
| 1.               | Primož Roglič    | Jumbo-Visma           | 20 point         |                  |
| 2.               | Alex Aranburu    | Astana-Premier Tech   | 17 point         |                  |
| 3.               | Jan Tratnik      | Bahrain Victorious    | 15 point         |                  |
| 4.               | Thomas Scully    | EF Education-Nippo    | 13 point         |                  |
| 5.               | Josef Černý      | Deceuninck-Quick Step | 11 point         |                  |
| 6.               | Dylan van Baarle | Ineos Grenadiers      | 10 point         |                  |
| 7.               | Andrea Bagioli   | Deceuninck-Quick Step | 9 point          |                  |
| 8.               | Lawson Craddock  | EF Education-Nippo    | 8 point          |                  |
| 9.               | Michael Matthews | BikeExchange          | 7 point          |                  |
| 10.              | Aleksandr Vlasov | Astana-Premier Tech   | 6 point          |                  |

| Bjergkonkurrence | Bjergkonkurrence | Bjergkonkurrence       | Bjergkonkurrence | Bjergkonkurrence |
| Rytter           | Rytter           | Hold                   | Point            |                  |
| ---------------- | ---------------- | ---------------------- | ---------------- | ---------------- |
| 1.               | Sepp Kuss        | Jumbo-Visma            | 3 point          |                  |
| 2.               | Sep Vanmarcke    | Israel Start-Up Nation | 2 point          |                  |
| 3.               | Rui Oliveira     | UAE Team Emirates      | 1 point          |                  |

| Bjergkonkurrence | Bjergkonkurrence | Bjergkonkurrence       | Bjergkonkurrence | Bjergkonkurrence |
| Rytter           | Rytter           | Hold                   | Point            |                  |
| ---------------- | ---------------- | ---------------------- | ---------------- | ---------------- |
| 1.               | Sepp Kuss        | Jumbo-Visma            | 3 point          |                  |
| 2.               | Sep Vanmarcke    | Israel Start-Up Nation | 2 point          |                  |
| 3.               | Rui Oliveira     | UAE Team Emirates      | 1 point          |                  |

| Ungdomskonkurrence | Ungdomskonkurrence  | Ungdomskonkurrence    | Ungdomskonkurrence | Ungdomskonkurrence |
| Rytter             | Rytter              | Hold                  | Tid                |                    |
| ------------------ | ------------------- | --------------------- | ------------------ | ------------------ |
| 1.                 | Andrea Bagioli      | Deceuninck-Quick Step | 8' 44"             |                    |
| 2.                 | Aleksandr Vlasov    | Astana-Premier Tech   | + 2"               |                    |
| 3.                 | Clément Champoussin | AG2R Citroën Team     | + 8"               |                    |
| 4.                 | Pavel Sivakov       | Ineos Grenadiers      | + 10"              |                    |
| 5.                 | Gino Mäder          | Bahrain Victorious    | + 11"              |                    |
| 6.                 | Florian Vermeersch  | Lotto-Soudal          | + 13"              |                    |
| 7.                 | Simon Carr          | EF Education-Nippo    | + 13"              |                    |
| 8.                 | Kevin Geniets       | Groupama-FDJ          | + 14"              |                    |
| 9.                 | Egan Bernal         | Ineos Grenadiers      | + 15"              |                    |
| 10.                | Mauri Vansevenant   | Deceuninck-Quick Step | + 16"              |                    |

| Ungdomskonkurrence | Ungdomskonkurrence  | Ungdomskonkurrence    | Ungdomskonkurrence | Ungdomskonkurrence |
| Rytter             | Rytter              | Hold                  | Tid                |                    |
| ------------------ | ------------------- | --------------------- | ------------------ | ------------------ |
| 1.                 | Andrea Bagioli      | Deceuninck-Quick Step | 8' 44"             |                    |
| 2.                 | Aleksandr Vlasov    | Astana-Premier Tech   | + 2"               |                    |
| 3.                 | Clément Champoussin | AG2R Citroën Team     | + 8"               |                    |
| 4.                 | Pavel Sivakov       | Ineos Grenadiers      | + 10"              |                    |
| 5.                 | Gino Mäder          | Bahrain Victorious    | + 11"              |                    |
| 6.                 | Florian Vermeersch  | Lotto-Soudal          | + 13"              |                    |
| 7.                 | Simon Carr          | EF Education-Nippo    | + 13"              |                    |
| 8.                 | Kevin Geniets       | Groupama-FDJ          | + 14"              |                    |
| 9.                 | Egan Bernal         | Ineos Grenadiers      | + 15"              |                    |
| 10.                | Mauri Vansevenant   | Deceuninck-Quick Step | + 16"              |                    |

| Holdkonkurrence | Holdkonkurrence       | Holdkonkurrence | Holdkonkurrence |
| Hold            | Hold                  | Tid             |                 |
| --------------- | --------------------- | --------------- | --------------- |
| 1.              | Jumbo-Visma           | 26' 13"         |                 |
| 2.              | Astana-Premier Tech   | + 6"            |                 |
| 3.              | Deceuninck-Quick Step | + 10"           |                 |
| 4.              | EF Education-Nippo    | + 11"           |                 |
| 5.              | Bahrain Victorious    | + 13"           |                 |
| 6.              | Ineos Grenadiers      | + 16"           |                 |
| 7.              | Team DSM              | + 20"           |                 |
| 8.              | UAE Team Emirates     | + 22"           |                 |
| 9.              | Movistar Team         | + 26"           |                 |
| 10.             | Bora-Hansgrohe        | + 41"           |                 |

| Holdkonkurrence | Holdkonkurrence       | Holdkonkurrence | Holdkonkurrence |
| Hold            | Hold                  | Tid             |                 |
| --------------- | --------------------- | --------------- | --------------- |
| 1.              | Jumbo-Visma           | 26' 13"         |                 |
| 2.              | Astana-Premier Tech   | + 6"            |                 |
| 3.              | Deceuninck-Quick Step | + 10"           |                 |
| 4.              | EF Education-Nippo    | + 11"           |                 |
| 5.              | Bahrain Victorious    | + 13"           |                 |
| 6.              | Ineos Grenadiers      | + 16"           |                 |
| 7.              | Team DSM              | + 20"           |                 |
| 8.              | UAE Team Emirates     | + 22"           |                 |
| 9.              | Movistar Team         | + 26"           |                 |
| 10.             | Bora-Hansgrohe        | + 41"           |                 |